# James E. Talmage
James Edward Talmage, född 21 september 1862 i Hungerford, Berkshire, England, död 27 juli 1933 i Salt Lake City, Utah, USA var en vetenskapsman, författare och medlem i de tolv apostlarnas kvorum i Jesu Kristi Kyrka av Sista Dagars Heliga.
Han växte upp i Hungerford i England och döptes till Jesu Kristi kyrka av Sista dagars heliga vid tio års ålder. Han flyttade sedan med sin familj till Provo, Utah där han studerade vid Brigham Young University. Han studerade sedan vid fler andra lärosäten. Bland annat studerade han kemi och geologi. Han undervisade en tid vid Brigham Young University. Han var president för  Latter-day Saints' University och sedan för University of Deseret (numera University of Utah). 1888 gifte han sig med Merry May Booth. Paret fick åtta barn. 
Talmage skrev flera religiösa böcker, bland annat The Articles of Faith, The Great Apostasy, The House of the Lord och Jesus the Christ. Dessa böcker är fortfarande mycket populära bland medlemmar i Jesu Kristi Kyrka av Sista Dagars Heliga. 1911 blev han medlem i de tolv apostlarnas kvorum, vilket han förblev till sin död. 1924-1928 var han också president för kyrkans europeiska mission.